# Satyros
Satyros (altgriechisch Σάτυρος) von Kephisia war ein athenischer Politiker zur Zeit des Peloponnesischen Krieges (431 – 404 v. Chr.), der zur spartafreundlichen oligarchischen Partei gehörte. Er stammte aus dem attischen Demos Kephisia oder Kephissa, einem Ort, der einige Meilen von Athen entfernt am Fluss Kephisos liegt. Seine genauen Lebensdaten sind nicht bekannt.
Satyros muss sich in der Endphase des Peloponnesischen Krieges längere Zeit politisch betätigt und auf Seiten der oligarchischen Partei, die eine Adelsherrschaft in Athen anstrebte, engagiert haben. Der berühmte Rhetor Lysias erwähnt, dass Satyros der athenischen Volksversammlung angehörte und in ihr großen Einfluss hatte. Nach der Niederlage der athenischen Flotte (bei Aigospotamoi) 405 v. Chr. beschuldigte der demokratische Demagoge Kleophon die Volksversammlung des Verrats. Auf Antrag des Satyros wurde Kleophon, der  sich beharrlich einem Frieden mit Sparta widersetzte, daraufhin in Fesseln gelegt und ins Gefängnis geworfen.
Da die Oligarchen unter Satyros und dem späteren Dreißigmann Chremon befürchteten, dass es ihnen nicht gelingen würde, Kleophon im Gefängnis zu töten, bestachen sie den athenischen Staatsschreiber Nikomachos und ließen von ihm ein gefälschtes Gesetz herausgeben, das der Volksversammlung die Möglichkeit verschaffte, in Gerichtsangelegenheiten abzustimmen. Auf diese Weise gelang es ihnen, die Sache Kleophons vor die Volksversammlung zu bringen und ihn mit Billigung der Volksversammlung verurteilen und hinrichten zu lassen.
Nach dem Ende des Krieges, zur Zeit der oligarchischen Herrschaft der Dreißig Tyrannen, war Satyros – wie der Geschichtsschreiber Xenophon berichtet – eine Art Polizeipräsident von Athen. Als Befehlshaber der Polizeitruppe der sogenannten „Elfmänner“ oder Hendeka war er der Leiter des wichtigsten Exekutivorgans der oligarchischen Schreckensherrschaft, der schätzungsweise 1500 Menschen zum Opfer fielen.
Xenophon nennt Satyros einen „besonders verwegenen und rücksichtslosen“ Mann. Auf Befehl des Kritias, des führenden Kopfes der „Dreißig“, verhaftete er in der Ratsversammlung den oligarchischen Dissidenten Theramenes und führte ihn auf Anweisung des Kritias zur Hinrichtung.
Über das spätere Schicksal des Satyros sind keine Einzelheiten überliefert. Möglicherweise zog er sich nach dem Zusammenbruch der Herrschaft der Dreißig mit den anderen Oligarchen ins Exil in die befestigte Stadt Eleusis zurück. Die neu errichtete Demokratie Athens respektierte zunächst die Abmachungen mit den oligarchischen Exilanten. Als bekannt wurde, dass diese ausländische Söldner anwarben, unternahm Athen jedoch (Ende 403 v. Chr.) einen militärischen Vorstoß gegen die Tyrannenhochburg. Bei den zwischen beiden Seiten stattfindenden Verhandlungen wurden die Feldherrn der Oligarchen in eine Falle gelockt und ermordet. Möglicherweise hat auch Satyros bei dieser Aktion den Tod gefunden.